# Теодор Робінсон
Теодор Робінсон (англ. Theodore Robinson; 3 липня 1852—2 квітня 1896) — американський художник і педагог. Один з перших художників-імпресіоністів США наприкінці 1880-х років, кілька його робіт вважаються шедеврами американського імпресіонізму.

## Біографія
Робінсон народився 3 червня 1852 в Ірасбурге, штат Вермонт. Потім його сім'я переїхала в Евансвілль, штат Вісконсин. Теодор деякий час вивчав мистецтво в Чикаго. У 1874 році він вирушив до Нью-Йорка, щоб продовжити навчання в Національній академії дизайну і в Art Students League. У 1876 році вирушив до Парижа для навчання в школі École des Beaux-Arts у Каролюс-Дюрана і Жана-Леона Жерома. Тут він вперше виставив свої полотна в 1877 році в Паризькому салоні і провів літо цього року в Грез-сюр-Луен. Потім художник здійснив поїздку до Венеції і Болоньї й повернувся в Сполучені Штати в 1879 році. У 1884 Робінсон знову поїхав до Франції, де провів вісім років, зрідка відвідуючи Америку. Жив у містечку Живерні, де познайомився і згодом дружив з Клодом Моне. В Живерні Теодор Робінсон написав низку своїх кращих робіт. У 1892 році Робінсон повернувся в США. Крім творчості займався викладанням — працював в школі Brooklyn Art School, літній час проводив в селі Napanoch під Нью-Йорком. Також викладав в Evelyn College в Принстоні і Пенсильванская академія витончених мистецтв у Філадельфії. Проводив час у художній колонії Кос Коб, штаті Коннектикут, де написав ряд робіт у ріверсайдскому яхт-клубі. У 1895 році Робінсон працював у Вермонті, в лютому 1896 року писав Клоду Моне, що збирається приїхати в Живерні.
Помер в Нью-Йорку 2 квітня 1896 роки від гострого нападу бронхіальної астми. Був похований у місті Евансвілль, штат Вісконсин.